# Intermed Group of Companies
Intermed Group of Companies is een samenwerking van bedrijven uit voornamelijk Suriname die zich richt op gezonde, veiligheids-, hygiënische en medische producten.
Aan de oorsprong staat de oprichting van Intermed Caribe in 1999 door James (Jim) Rasam. Hiermee kwam hij tegemoet aan het tekort aan medische verbruiksartikelen bij medische en zorginstellingen. De groep breidde zich in de loop van de jaren uit en had in 2016 bij elkaar meer dan driehonderd mensen in dienst.
De groep bestaat naast Intermet Caribe uit de volgende bedrijven: Intermed Nusantara (als enige buitenlandse partner; in Indonesië), DiaBetre, Diapura Nefrocentrum, HomeDeo, Joshua Medical Center, MediCall, Medisch Diagnostisch Centrum (MDC), MedSys Solutions, My Lab Medisch Laboratorium en ParmPort. Verder wordt de groep gevormd door Clevia Media, het opleidingsinstituut Clevia Academy School for Life en het activiteiten- en recreatiecentrum Clevia Park, met onder meer een markt met gezonde producten en het Boomhutmuseum.
De Trustbank Amanah is aan Intermed gelieerd en tevens eigendom van James Rasam. Deze is gebaseerd op sukuk-financiering, een equivalent van een obligatie die voldoet aan de regels van islamitisch bankieren. Hij kwam in 2012 met het idee toen hij financiering van Intermed niet rond kon krijgen. De bank opende in op 7 december 2017 de deuren.